# Hay River/Merlyn Carter Airport
Hay River/Merlyn Carter Airport (franska: Aéroport de Hay River/Merlyn Carter) är en flygplats i Kanada.   Den ligger i territoriet Northwest Territories, i den centrala delen av landet, 3 100 km nordväst om huvudstaden Ottawa. Hay River/Merlyn Carter Airport ligger 165 meter över havet.
Terrängen runt Hay River/Merlyn Carter Airport är mycket platt. Trakten runt Hay River/Merlyn Carter Airport är nära nog obefolkad, med mindre än två invånare per kvadratkilometer.. Närmaste större samhälle är Hay River, 2,8 km söder om Hay River/Merlyn Carter Airport.
I omgivningarna runt Hay River/Merlyn Carter Airport växer i huvudsak barrskog.